# Jumping Flash!
Jumping Flash! es un videojuego de plataformas en primera persona desarrollado conjuntamente por Exact y Ultra y publicado por Sony Computer Entertainment. La primera entrega de la serie, Jumping Flash!, se lanzó por primera vez para PlayStation el 28 de abril de 1995 en Japón, el 29 de septiembre de 1995 en Europa y el 1 de noviembre de 1995 en América del Norte. Fue relanzado a través de la tienda PlayStation Network en PlayStation 3 y PlayStation Portable en 2007.
Presentado en una perspectiva en primera persona, el juego sigue a un conejo robótico llamado "Robbit" mientras busca las cápsulas de chorro perdidas dispersadas por el personaje del antagonista astrofísico del juego Baron Aloha. Robbit debe explorar cada sección de Crater Planet para recuperar todas las vainas de los reactores, detener a Aloha y salvar al mundo de ser destruido. El juego fue diseñado como una demo para la consola PlayStation y se reveló a principios de 1994 bajo el título provisional de "Spring Man". Jumping flash! utiliza gran parte del motor de juego utilizado en Geograph Seal, un juego anterior de Exact para la computadora de casa Sharp X68000.
Jumping flash! ha sido descrito como un antepasado así como un escaparate temprano para gráficos 3D en juegos de consola. En general, fue bien recibido por los críticos, quienes elogiaron sus gráficos y su exclusivo juego de plataformas en 3D, pero finalmente fue eclipsado por los posteriores plataformas en 3D de la quinta generación de consolas. Jumping flash! Generó dos secuelas: Jumping Flash! 2 y Robbit Mon Dieu. Recibió críticas abrumadoramente positivas en el momento del lanzamiento e hizo una aparición en los "100 mejores juegos de todos los tiempos" de Next Generation solo un año después. El juego fue descrito como el tercer videojuego más subestimado de todos los tiempos por Matt Casamassina de IGN en 2007. También tiene el Guinness World Record como el "primer videojuego de plataforma en 3D real".

## Jugabilidad
Jumping Flash! se presenta en una perspectiva en primera persona. El jugador asume el rol de Robbit, un conejo robótico, puede mover libremente a Robbit en el espacio tridimensional y puede rotar la cámara en cualquier dirección. La parte superior de la pantalla muestra el tiempo restante, el puntaje del jugador y un personaje llamado Kumagoro, la inteligencia artificial del ayudante de Robbit que ofrece advertencias y sugerencias al jugador. La esquina superior izquierda de la pantalla muestra los power-ups recogidos; la esquina superior derecha contiene el radar que muestra la ubicación de los objetos, incluidos los enemigos, los power-ups, las vainas de reacción y los proyectiles enemigos. La parte inferior muestra un medidor de salud en los lados y el número de vidas restantes en el centro. El jugador comienza el juego con tres vidas; una nueva vida se otorga una vez que se gana un millón de puntos.
El núcleo del juego se centra en la capacidad del jugador para hacer saltar a Robbit. Robbit puede saltar hasta tres veces en el aire, lo que le permite alcanzar alturas extremas. A diferencia de otros juegos de plataforma que continúan enfrentándose horizontalmente cuando el jugador salta, en Jumping Flash! la cámara se inclina hacia abajo cuando se realiza un salto doble o triple salto para permitir al jugador ver la sombra de Robbit y planificar fácilmente un punto de aterrizaje. El jugador tiene la capacidad de disparar un rayo láser de baja potencia a un indicador de objetivo en el centro de la pantalla. El jugador puede encontrar y usar fuegos artificiales para Robbit para dañar a los enemigos. Estos incluyen bombas de cereza, cohetes, velas romanas y hilanderos.
Cada nivel tiene un límite de tiempo de diez minutos, que finaliza el juego si se supera. A un jugador que pierde todas las vidas se le presenta la opción de continuar o volver a la pantalla de título. Los power-ups dispersos en cada mundo, presentados como marcos de fotos, incluyen zanahorias que extienden la salud de Robbit, vidas extra, tiempos de espera que detienen el reloj y congelan la dinámica del nivel por unos segundos, relojes de arena que extienden el tiempo del jugador y poderosas píldoras eso hace que Robbit sea invencible por un corto período de tiempo. Los enemigos en el juego varían de versiones antropomorfas de criaturas a robots y plantas.
El juego se compone de seis mundos con tres niveles cada uno, totalizando 18 niveles principales. El objetivo de los niveles principales en cada mundo es recolectar cuatro vainas de chorro. Cada nivel final de un mundo consiste en una lucha de jefes. Los diseños de nivel varían desde montañas cubiertas de nieve hasta carnavales. Si bien la mayoría de los niveles son grandes, las excursiones al aire libre, dos están encerradas dentro de un interior estrecho. El juego presenta niveles de bonificación ocultos, que se activan cuando se encuentran entradas secretas. Los niveles de bonificación consisten en bloques con globos en ellos; haciendo estallar los globos produce monedas o power-ups. Un modo Time Attack está disponible para cualquier nivel que el jugador haya completado.

## Trama
El juego comienza en Crater Planet y gira alrededor de la historia de un astrofísico loco, Baron Aloha. Al planear obtener un gran beneficio de su malvado ingenio, Aloha elimina pedazos gigantes de tierra del planeta utilizando máquinas para convertirlas en complejos privados. Aloha también elimina y oculta las doce vainas de chorro que impulsan a cada mundo. Al presenciar la destrucción, los residentes de Crater Planet piden ayuda y, en respuesta, el Ayuntamiento de Universal City envía a uno de sus agentes, un conejo mecánico llamado Robbit. Robbit recibe la orden de explorar cada mundo para recuperar las vainas de los reactores, detener a Aloha y salvar a Crater Planet de la destrucción. Al final del juego, Aloha huye a su casa, Little Muu, y jura vengarse de Robbit.
A lo largo del juego, Aloha se rodea de criaturas llamadas MuuMuus que aparecen como pequeñas criaturas blancas de cinco extremidades con palmeras en miniatura en sus cabezas. Muchos de los videos en movimiento completo del juego muestran a MuuMuus en una taberna izakaya, relatando su derrota a manos de Robbit.

## Desarrollo y lanzamiento
Jumping Flash! fue desarrollado por los desarrolladores japoneses Exact (Excellent Application Create Team) y Ultra. El juego se reveló por primera vez a principios de 1994 bajo el título provisional "Spring Man" como una demostración tecnológica de la próxima consola PlayStation. Sony Computer Entertainment esperaba Jumping Flash! y sería recordada como la primera aparición de una nueva "plataforma estrella" con la misma longevidad que Sonic the Hedgehog o Mario. El juego utiliza el mismo motor y comparte rasgos de juego similares con Geograph Seal, un juego de plataforma en 3D lanzado el año anterior para la computadora de casa Sharp X68000 por Exact. Después de ver Geograph Seal y de darse cuenta del potencial de su diseño de juego, el director de entretenimiento de Sony en Japón, Koji Tada, emparejó a Exact con Ultra para desarrollar un nuevo juego para la próxima consola PlayStation. Tada reemplazó a Hiroyuki Saegusa como director del juego, aunque había mantenido a todo el personal de Exact para trabajar en el proyecto.
El desarrollo inicial se dividió en dos fases. Exact desarrolló el motor del juego y su jugabilidad; Ultra diseñó la historia y las escenas en 3D, y creó personajes como el protagonista del conejo mecánico, Robbit. Ultra sintió que debían apartarse de la "vibra estereotipada de ciencia ficción" que incluía el habitual "guardabosques espacial" o protagonistas de  agente doble. Para crear un sentido de individualidad entre los juegos de plataforma, los desarrolladores implementaron una cámara dinámica que se desplazaría automáticamente hacia la sombra de Robbit en el suelo durante grandes saltos, permitiendo a los jugadores alinear sus aterrizajes con cuidado. Jumping Flash! fue considerado el primer juego del género de plataforma desarrollado con gráficos de computadora en 3D completos. La música de Jumping Flash! fue compuesta por los videojuegos japoneses y el compositor de música anime Takeo Miratsu. Muchas de las pistas, junto con las pistas de Jumping Flash! 2, fueron incluidos en Jumping Flash! 2 Original Soundtrack de la banda sonora, que también compuso Miratsu.

## Recepción y legado
El juego recibió revisiones generalmente positivas después del lanzamiento. Los críticos principalmente elogiaron su innovación única, gráficos avanzados, jugabilidad y texturas limpias. Los cuatro revisores de Electronic Gaming Monthly le otorgaron el premio "Juego del mes", citando los gráficos sobresalientes y, en particular, la innovadora jugabilidad en 3D. Describieron el estilo como "cursi" pero no desagradable. El "Mayor Mike" de GamePro dijo que a pesar de que el juego parecía "extraño", tenía acción, estrategia y algo de humor. Next Generation dijo que "[muchos] de los límites se han redefinido a lo grande", contrastándolo con plataformas de desplazamiento lateral con una perspectiva en primera persona y entornos de exploración 3D. Lo llamaron "simplemente excelente" y le dieron una calificación de cinco estrellas "Revolucionaria".
Máximum declaró que Jumping Flash! fue uno de los títulos más "imaginativos, jugables, agradables" y originales vistos en la quinta generación de consolas de videojuegos. Criticaron su duración y su falta de dificultad, expresando que podría haber sido uno de los "mejores juegos de la historia" si hubiera sido más largo y más difícil, y cuestionaron si era una compra "realmente valiosa". Game Revolution llamó a los gráficos "alucinantes" y al juego en sí "totalmente único", pero criticó la duración general y la facilidad de juego. La revisión de IGN en 1996 desaprobó similarmente la dificultad, afirmando que a pesar de los pequeños mundos y la dificultad fácil, es "un gran juego genérico", y también dice que es esencial para todos los propietarios de PlayStation. En 1996, Next Generation lo ubicó como el número 86 en sus "Top 100 Games of All Time", diciendo que había creado el género de plataformas 3D. En particular, elogiaron "el vértigo que induce la sensación de altura cuando Robbit salta de plataforma en plataforma". En una revisión de 2007, Greg Miller de IGN condenó los gráficos como "anticuados", con "bordes irregulares" y colores "confusos", y dijo que todos los aspectos del juego son "débiles" y que no habían resistido "la prueba del tiempo". En una revisión retrospectiva, Andrew Yoon de Engadget elogió la jugabilidad y la innovación, diciendo que los gráficos "granulados" y "anticuados" no dañaron la vibrante atmósfera del juego.
Hablando en 2007, Rob Fahey de Eurogamer declaró que Jumping Flash! podría decirse que fue uno de los ancestros más importantes de cualquier juego de plataformas en 3D, además de afirmar que el juego siempre tendría una parte en la historia del videojuego. Albert Kim, de Entertainment Weekly, declaró que el juego brindaba tal vez la sensación más eufórica de videojuego en ese momento y describió la perspectiva en primera persona como "hipnótica". Matt Thorson, el creador del videojuego independiente TowerFall, elogió el juego y dijo que "algo acerca de la sensación de saltar a través del espacio 3D capturó mi imaginación infantil".
1UP.com citó su plataforma en primera persona como un precursor de Mirror's Edge, a pesar de sugerir que el salto se mantuvo "lamentablemente fuera de lugar" en el género de la plataforma. En 2007, Matt Casamassina de IGN clasificó Jumping Flash! como el tercer videojuego más subestimado de todos los tiempos. Después del lanzamiento, el co-desarrollador Ultra cambió su nombre a "Muu Muu", después de las criaturas que aparecen en el juego.

### Secuelas
Debido a su popularidad, Sony produjo dos secuelas de Jumping Flash!, incluido un spin-off. Una secuela directa, Jumping Flash! 2, también desarrollado por Exact, fue lanzado en todo el mundo para la PlayStation el año siguiente; continuó la historia de Robbit y la subsiguiente subida y caída de Baron Aloha. El juego recibió críticas positivas luego de su lanzamiento, y los críticos particularmente elogiaron sus características actualizadas. Robbit Mon Dieu fue lanzado exclusivamente en Japón para PlayStation en 1999, y fue la última entrega de la serie. Fue recibido con revisiones mixtas, y después de la fusión de Exact con SCEI en 2000, la serie llegó a su fin. Ambos Jumping Flash! y Jumping Flash! 2 se reeditaron a través de PlayStation Network en 2007 y 2009, respectivamente. Un spin-off suelto titulado Pocket MuuMuu fue lanzado exclusivamente en Japón para la PocketStation en 1999 antes del cierre de Exact.

### Citas
1. 1 2  Exact, 1995, p. 5.
2. ↑  Exact, 1995, p. 8.
3. ↑  Mitchell, Richard (5 de diciembre de 2012). «Solving the 3D platforming problem in Jumping Flash». Joystiq. AOL. Archivado desde el original el 17 de noviembre de 2015. Consultado el 5 de noviembre de 2015.
4. 1 2 3 4 5  Yoon, Andrew (10 de enero de 2007). «Retro Review: Jumping Flash! (PS1)». Joystiq. AOL. Archivado desde el original el 2 de abril de 2015. Consultado el 28 de mayo de 2014.
5. 1 2  Parish, Jeremy (21 de marzp de 2006). «Forgotten Gem: Jumping Flash!». 1UP.com. UGO Networks. Archivado desde el original el 22 de mayo de 2011. Consultado el 6 de agosto de 2007.
6. 1 2  «Is It Time To Reboot Jumping Flash!?». IGN. Ziff Davies. 6 de noviembre de 2015. Consultado el 20 de enero de 2016.
7. ↑  Exact, 1995, p. 9.
8. 1 2 3 4 5 6  «Jumping Flash - PS (review)». Game Revolution. 1995. Archivado desde el original el 9 de julio de 2008. Consultado el 7 de agosto de 2007.
9. ↑  Exact, 1995, p. 15.
10. ↑  Exact, 1995, p. 10.
11. 1 2 3  Fahey, Rob (9 de junio de 2007). «Jumping Flash (1995)». Eurogamer. Gamer Network. Archivado desde el original el 16 de octubre de 2015. Consultado el 25 de noviembre de 2014.
12. 1 2 3  House, Michael L. «Jumping Flash! review». AllGame. All Media Network, LLC. Archivado desde el original el 14 de noviembre de 2014. Consultado el 26 de abril de 2014.
13. 1 2  «Jumping Flash! - PlayStation». GameSpy. IGN. Archivado desde el original el 29 de mayo de 2014. Consultado el 28 de mayo de 2014.
14. 1 2  Miller, Greg (12 de marzo de 2007). «Jumping Flash! Review». IGN. Ziff Davis. Archivado desde el original el 21 de noviembre de 2015. Consultado el 5 de noviembre de 2015.
15. ↑  Exact, 1995, p. 17.
16. 1 2  Fahs, Travis (4 de noviembre de 2008). «Jumping Flashback». IGN. Ziff Davis. p. 1. Archivado desde el original el 11 de diciembre de 2015. Consultado el 1 de noviembre de 2014.
17. 1 2  «Alphas Jumping Flash». Next Generation (Imagine Media) (5): 74. Mayo de 1995. ISSN 1078-9693.
18. 1 2 3  «PreScreen - Jumping Flash!». Edge (Future plc) (19): 41-42. Abril de 1995.
19. ↑  «Jumping Flash! preview». GameFan 3 (7). Julio de 1995.
20. 1 2 3 4 5  Fahs, Travis (4 de noviembre de 2008). «Jumping Flashback». IGN. Ziff Davis. p. 2. Archivado desde el original el 11 de diciembre de 2015. Consultado el 1 de noviembre de 2014.
21. ↑  Butler, Tom (20 de enero de 2014). «The rise of the Jump». Polygon. Vox Media. Archivado desde el original el 14 de enero de 2016. Consultado el 6 de noviembre de 2015.
22. ↑  «TestScreen - Jumping Flash!». Edge (Future plc) (22): 62-63. Julio de 1995. ISSN 1350-1593.
23. ↑  Martin, Ben. «Jumping Flash! 2 Original Game Soundtrack (Featured Review)». AltPop.com (Soundtrack Central). Archivado desde el original el 19 de noviembre de 2015. Consultado el 9 de agosto de 2007.
24. 1 2 3 4  «Review Crew: Jumping Flash». Electronic Gaming Monthly (Ziff Davis) (76): 40. Noviembre de 1995.
25. ↑  «Jumping Flash! review». GameFan (DieHard Gamers Club) 3 (10): 16, 28. Octubre de 1995.
26. 1 2  Major, Mike (Noviembre de 1995). «ProReview: Jumping Flash!». GamePro (IDG Communications) (76): 50. ISSN 1042-8658.
27. 1 2  «Jumping Flash (review)». IGN. Ziff Davis. 25 de noviembre de 1996. Archivado desde el original el 11 de diciembre de 2015. Consultado el 7 de agosto de 2007.
28. 1 2  «Jumping Flash». Maximum: The Video Game Magazine (Emap International Limited) (1): 153. Octubre de 1995.
29. 1 2  «Jumping Flash! review». Next Generation (Imagine Media) (8): 68. Agosto de 1995.
30. ↑  «GameFan Megawards». GameFan (DieHard Gamers Club) 4 (1): 104-106. Enero de 1996.
31. ↑  «First platform videogame in true 3D». Guinness World Records. Jim Pattison Group. Archivado desde el original el 11 de diciembre de 2015. Consultado el 3 de noviembre de 2015.
32. ↑  «Top 100 Games of All Time». Next Generation (Imagine Media) (21): 39. Septiembre de 1996.
33. ↑  Kim, Albert (22 de septiembre de 1995). «With the PlayStation, Sony Pursues Game and Fortune». Entertainment Weekly. Time. Archivado desde el original el 29 de abril de 2014. Consultado el 1 de diciembre de 2009.
34. ↑  Shuman, Sid. «PlayStation Turns 20: Our All-Time Favorite PSone Games». PlayStation US. Archivado desde el original el 21 de diciembre de 2015. Consultado el 8 de diciembre de 2014.
35. ↑  Adkins, Nickolai. «Leaps and Bounds: The History of the Jump». 1UP.com. UGO Networks. Archivado desde el original el 12 de junio de 2014. Consultado el 28 de mayo de 2014.
36. ↑  Casamassina, Matt (30 de enero de 2007). «Top 10 Tuesday: Underrated and Underappreciated Games». IGN. Ziff Davis. Archivado desde el original el 15 de enero de 2016. Consultado el 1 de diciembre de 2009.
37. ↑  «MuuMuu». GameSpy. IGN. Archivado desde el original el 29 de mayo de 2014. Consultado el 26 de noviembre de 2014.
38. 1 2  «Import Watch: Pocket MuuMuu». IGN. Ziff Davis. 11 de enero de 1999. Archivado desde el original el 21 de noviembre de 2015. Consultado el 23 de noviembre de 2008.
39. ↑  «Jumping Flash! 2 - PlayStation». IGN. Ziff Davis. Archivado desde el original el 11 de diciembre de 2015. Consultado el 19 de noviembre de 2015.
40. ↑  «Jumping Flash! 2 review». IGN. Ziff Davis. 25 de noviembre de 1996. Archivado desde el original el 19 de agosto de 2014. Consultado el 9 de enero de 2016.
41. ↑  «Jumping Flash 3: Robbit Mon Dieu». IGN. Ziff Davis. 5 de noviembre de 1999. Archivado desde el original el 17 de noviembre de 2015. Consultado el 23 de noviembre de 2008.
42. ↑  Parish, Jeremy (21 de marzo de 2006). «Forgotten Gem: Jumping Flash!». 1UP.com. UGO Networks. Archivado desde el original el 11 de octubre de 2015. Consultado el 7 de noviembre de 2015.
43. ↑  «Jumping Flash! on PlayStation Network». PlayStation US. Sony Computer Entertainment. Archivado desde el original el 6 de mayo de 2014. Consultado el 6 de mayo de 2014.